# Diócesis de Suwon
La diócesis de Suwon (en latín: Dioecesis Suvonen(sis) y en coreano: 천주교 수원교구) es una circunscripción eclesiástica latina de la Iglesia católica en Corea del Sur, sufragánea de la arquidiócesis de Seúl. La diócesis tiene al obispo Mathias Ri Iong-hoon como su ordinario desde el 30 de marzo de 2009.

## Territorio y organización
La diócesis extiende su jurisdicción sobre los fieles católicos de rito latino residentes en las ciudades de Gwacheon, Gwangmyeong, Gwangju, Gunpo, Seongnam, Suwon, Siheung (en parte), Ansan, Anseong, Anyang, Osan, Yongin, Uiwang, Icheon, Pyeongtaek, Hanam, Hwaseong, y los condados de Yangpyeong y Yeoju en la provincia de Gyeonggi.
La sede de la diócesis se encuentra en la ciudad de Suwon, en donde se halla la Catedral de los Mártires de Corea.
En 2020 la diócesis estaba dividida en 218 parroquias.

## Historia
La diócesis fue erigida el 7 de octubre de 1963 con la bula Summi Pastoris del papa Pablo VI separando territorio de la arquidiócesis de Seúl.

## Episcopologio
- Victorinus Youn Kong-hi (7 de octubre de 1963-25 de octubre de 1973 nombrado arzobispo de Gwangju)
- Angelo Kim Nam-su † (5 de octubre de 1974-4 de junio de 1997 retirado)
- Paul Choi Duk-ki (4 de junio de 1997 por sucesión-30 de marzo de 2009 renunció)
- Mathias Ri Iong-hoon (Lee Yong-Hoon), sucedido el 30 de marzo de 2009

## Estadísticas
De acuerdo al Anuario Pontificio 2021 la diócesis tenía a fines de 2020 un total de 928 650 fieles bautizados.
| Año                                                                             | Población            | Población | Población      | Sacerdotes | Sacerdotes    | Sacerdotes    | Bautizados por sacerdote | Diáconos permanentes | Religiosos | Religiosos | Parroquias |
| Año                                                                             | Bautizados católicos | Total     | % de católicos | Total      | Clero secular | Clero regular | Bautizados por sacerdote | Diáconos permanentes | Varones    | Mujeres    | Parroquias |
| ------------------------------------------------------------------------------- | -------------------- | --------- | -------------- | ---------- | ------------- | ------------- | ------------------------ | -------------------- | ---------- | ---------- | ---------- |
| 1969                                                                            | 54 067               | 1 440 000 | 3.8            | 41         | 40            | 1             | 1318                     |                      | 3          | 61         | 27         |
| 1980                                                                            | 88 779               | 2 331 200 | 3.8            | 56         | 54            | 2             | 1585                     |                      | 3          | 235        | 45         |
| 1990                                                                            | 221 710              | 3 708 703 | 6.0            | 113        | 91            | 22            | 1962                     |                      | 93         | 517        | 66         |
| 1999                                                                            | 452 477              | 5 455 199 | 8.3            | 231        | 187           | 44            | 1958                     |                      | 204        | 849        | 113        |
| 2000                                                                            | 484 389              | 5 666 257 | 8.5            | 247        | 199           | 48            | 1961                     |                      | 151        | 828        | 119        |
| 2001                                                                            | 505 601              | 5 954 538 | 8.5            | 272        | 214           | 58            | 1858                     |                      | 235        | 1008       | 128        |
| 2002                                                                            | 539 607              | 6 155 862 | 8.8            | 290        | 233           | 57            | 1860                     |                      | 172        | 989        | 134        |
| 2003                                                                            | 568 584              | 6 406 787 | 8.9            | 312        | 240           | 72            | 1822                     |                      | 245        | 1157       | 140        |
| 2004                                                                            | 599 044              | 6 446 903 | 9.3            | 353        | 270           | 83            | 1697                     |                      | 267        | 1145       | 153        |
| 2014                                                                            | 825 735              | 7 721 286 | 10.7           | 481        | 407           | 74            | 1716                     |                      | 163        | 1540       | 202        |
| 2017                                                                            | 885 184              | 8 133 304 | 10.9           | 505        | 430           | 75            | 1752                     |                      | 155        | 1232       | 211        |
| 2020                                                                            | 928 650              | 8 492 751 | 10.9           | 534        | 457           | 77            | 1739                     |                      | 161        | 1122       | 218        |
| Fuente: Catholic-Hierarchy, que a su vez toma los datos del Anuario Pontificio. |                      |           |                |            |               |               |                          |                      |            |            |            |